# Sireli Bobo
Pour les articles homonymes, voir Bobo.

a Compétitions nationales et continentales officielles uniquement.

b Matchs officiels uniquement.
Dernière mise à jour le 24 juillet 2019.
Sireli Bobo, né le 28 janvier 1976 à Rakiraki (Fidji), est un joueur fidjien de rugby à XV et à sept qui évolue au poste d'ailier (1,91 m pour 99 kg). Il joue en équipe des Fidji de 2004  à 2014.

## Biographie

### Carrière en club
Sireli Bobo connaît une carrière d’une longévité rare, jouant dans sept pays différents jusqu’à l’âge de 41 ans.
Formé dans le club de Suva aux Fidji, il commence sa carrière professionnelle en Europe au Portugal puis en Espagne, avant de disputer le Super 12 avec les Hurricanes.
Il retourne en Europe à Parme puis à Biarritz, où il explose aux yeux du grand public en inscrivant 30 essais en deux saisons, dont un dans chaque finale disputée par le BO en 2006. Il rejoint le Métro-Racing en Pro D2 en 2007, où il reste six saisons pour 47 essais inscrits et participe à la remontée du club en première division.
En février 2014, il est engagé par le Stade rochelais en tant que joker médical et voit son contrat prolongé d'un an en raison de ses 6 essais inscrits entre mars et mai 2014. Il signe ensuite à Toulon en tant que joker Coupe du monde puis à Pau à l'issue de son contrat, avant de rejoindre le RC Strasbourg en Fédérale 1.
Il retourne aux Fidji où il crée une équipe de rugby à VII avec laquelle il continue de jouer.
En 2019, il rejoint l'équipe des Asia Pacific Dragons, basée à Singapour et évoluant en Global Rapid Rugby.

### Carrière internationale
Il a obtenu sa première cape internationale le 5 juin 2004 à l’occasion d’un match contre l'équipe des Tonga à Nukuʻalofa.
En novembre 2005, il est sélectionné avec les Barbarians français pour jouer un match contre l'Australie A à Bordeaux. Les Baa-Baas s'inclinent 42 à 12.

## Statistiques en équipe nationale
Sireli Bobo compte 16 sélections, dont 15 titularisations, entre le 5 juin 2004 contre les Tonga et le 21 juin 2014 contre les Samoa. Il inscrit neuf essais, pour un total de 45 points. Il obtient cinq sélections en 2004, cinq en 2005, deux en 2007, une en 2010, quatre en 2013 et deux en 2014.
Il participe à une édition de la Coupe du monde en 2007 où il obtient deux sélections, contre le pays de Galles et l'Afrique du Sud.
Avec les Pacific Islanders, il dispute trois tests, en 2004, deux en tant que remplaçant face à l'Australie et la Nouvelle-Zélande, et un en tant que titulaire face à l'Afrique du Sud.

## Palmarès

### En club
- Top 14
  - Vainqueur (1) : 2006 avec le Biarritz olympique
- Pro D2
  - Vainqueur (1) : 2009 avec le Racing Métro 92
  - Vice-champion et vainqueur de la finale d'accession au Top 14 en 2014 avec le Stade rochelais

### En équipe nationale
- Vainqueur du Pacific Tri-Nations en 2004
- Vainqueur de la Pacific Nations Cup en 2013